# Корнеліс Енгельбрехтсен
Корнеліс Енгельбрехтсен (нід. Cornelis Engelbrechtsen або Cornelis Engebrechtsz, Engelbrechtsz, Enghelbrechtsz, Engelbertsz, 1462, Лейден, Нідерланди під владою Іспанії — 1527, Лейден, Нідерланди) — нідерландський живописець, рисувальник і художник на склі.

## Життєпис
Життя художника непогано документовані архівними джерелами. Карел ван Мандер присвятив йому окрему біографію, але вона містить не події життя, а аналіз його творів.
Народився у Лейдені (або в його околицях) близько 1462 року (за твердженням Карела ван Мандера у 1468 році, а найбільш обережні дослідники відносять дату його народження між 1460 і 1465 роками). Вважався першим великим художником і одним із перших художників Лейдена, які використовували олійні фарби. Перша згадка про нього як про художника в архівах відноситься до 1482 року, коли він продав свою картину монастирю Hieronymusdal (також відомому як Lopsen) у містечку Oegstgeest (поблизу Лейдена). Дослідники припускають, що він навчався малюванню у цьому монастирі; цілком можливо, що він проходив навчання у Брюсселі або Антверпені. Серед можливих його вчителів називають фламандського художника Colijn de Coter, послідовника Рогіра ван дер Вейдена.
Відповідно до архівних документів, він проживав у Лейдені приблизно з 1497 року до своєї смерті. Корнеліс Енгельбрехтсен був членом міського ополчення лучників з 1499 до 1506 року і ополчення арбалетників з 1515 по 1522 рік. Близько 1520 року він служив навіть капітаном цього ополчення.
Одружився з Elysbeth Pietersdr близько 1487 року. У них було шестеро дітей, зокрема троє синів, які стали художниками.
Як наставник давав повну свободу творчій фантазії своїх учнів. Серед них: Артген ван Лейден, Лукас ван Лейден і троє синів — Пітер (бл. 1490 — бл. 1560), Корнеліс (або Корнеліс Корнелліс Кунст, 1493—1544, працював у Лейдені і Брюгге), Лукас (або Лукас Корнеліс де Кок, 1495—1552, працював в Англії у правлінні короля Генріха VIII), які отримали прізвисько Кунсти (останні двоє з них стали художниками, Карел ван Мандер навіть написав їх біографії, але їхні картини до нашого часу не збереглися, старший із синів став художником по склу).
Помер між 11 лютого і 26 серпня 1527 року (за даними Карела ван Мандера у 1533 році). Останні шість років був розбитий паралічем. Після його смерті було пред'явлено позов щодо спадщини. Із документів випливає, що у його власності знаходилася значна нерухомість.

## Особливості творчої спадщини і його доля
Писав картини на релігійний сюжет і вівтарні композиції. Слабо цікавився італійськими віяннями, був відомий майстерним зображенням душевних хвилювань людини, чудовими портретами персонажів своїх багатофігурних композицій і ретельністю обробки деталей картини. Для нього характерні складні композиції, витягнуті форми тіл, вишукане драпірування, незвичайні декоративні ефекти. Майстер також був відомий суворим моралізмом.
Енгельбрехтсен не підписував свої роботи. Карел ван Мандер згадує три вівтарні композиції художника, дві з яких збереглися повністю, а від третьої збереглися лише бічні стулки:
- Триптих із «Оплакування Христа», близько 1508 року, олія і дерево, 124.2 x 121.5 см (центральна панель), 122 x 56.7 см (бічні). Stedelijk Museum de Lakenhal, Лейден, inv. no. S94.
- Триптих із «Розп'яттям Христа», між 1515 і 1 518 роками, олія і дерево, 198.5 x 146 см (центральна панель), 182.5 x 66 см (бічні), 15 x 109   cm (предела). Stedelijk Museum de Lakenhal, Лейден, inv. no. S93[13].
- Триптих із «Одкровенням Святого Іоанна», збереглися бічні стулки, близько 1520 року, олія і дерево, 162.5 x 55.5 см. Stedelijk Museum de Lakenhal, Лейден, inv. nо. S62.
- Також Карел ван Мандер згадує вівтарний складень із «Поклонінням волхвів», але повідомляє про нього настільки мізерну інформацію, що ототожнити із ним якийсь зі збережених вівтарів досить складно.

Атрибуція художнику анонімних творів цього часу проводиться на основі стилістичної подібності із даними роботами. Останнім часом художнику приписується кілька портретів, серед них портрет Яна ван Едена (1525 рік), який раніше вважався роботою Яна Госсарта. Цей портрет входить до серії із дев'яти портретів, що зображає членів Єрусалимського братства в Утрехті.
Картини художника сильно постраждали за часів іконоборчого руху, а вцілілі магістрат Лейдена розмістив у ратуші як знак визнання заслуг Енгельбрехтсена перед містом.
Увагу фахівців до творчості художника привернув Волтер Гібсон своєю докторською дисертацією, захищеною у Гарвардському університеті й опублікованою у 1977 році. Jan Piet Filedt Kok ділить кар'єру художника на два етапи, вважаючи типовим твором раннього етапу триптих «Оплакування» 1508 року, призначений для монастиря біля Лейдена Marienpoel. Типовим твором другого етапу він вважає триптих «Розп'яття», призначений для того ж монастиря і створений, на його думку, між 1517 і 1520 роками. На першому етапі поряд із впливом художників Південних Нідерландів відчувається вплив Ґертґена тот Сінт Янса і художників Гарлемського кола, до нього відносяться і невеликі тондо, що свідчили про захоплення художника живописом по склу. До цього другого етапу він відносить картини, що знаходяться під впливом стилю Антверпенской школи (використання більш тонких шарів фарби і виконання ескізних фонів, для того, щоб можна було швидше закінчити і продати картини): «Імператор Костянтин і Олена» (Мюнхен), «Христос у будинку Марії і Марфи», «Христа попрощавшись із матір'ю» (Амстердам), і «Покликання Святого Матвія» (Берлін).
Картини художника наразі зберігаються у найбільших музеях: у колекції Державного музею (Амстердам), Художньо-історичному музеї у Відні, у Музеї Гетті у Лос-Анджелесі, у Старій Пінакотеці у Мюнхені, Музеї Метрополітен у Нью-Йорку. Серед робіт, приписуваних художнику, найбільш значними з художньої точки зору є «Розп'яття з донаторами, Святими Петром і Маргаритою» у Метрополітен-музеї; триптих «Поклоніння волхвів» у Norton Simon Museum; триптих «Чудо з хлібами і рибами» (втрачений під час II світової війни, збереглися чорно-білі фотографії).

## Галерея

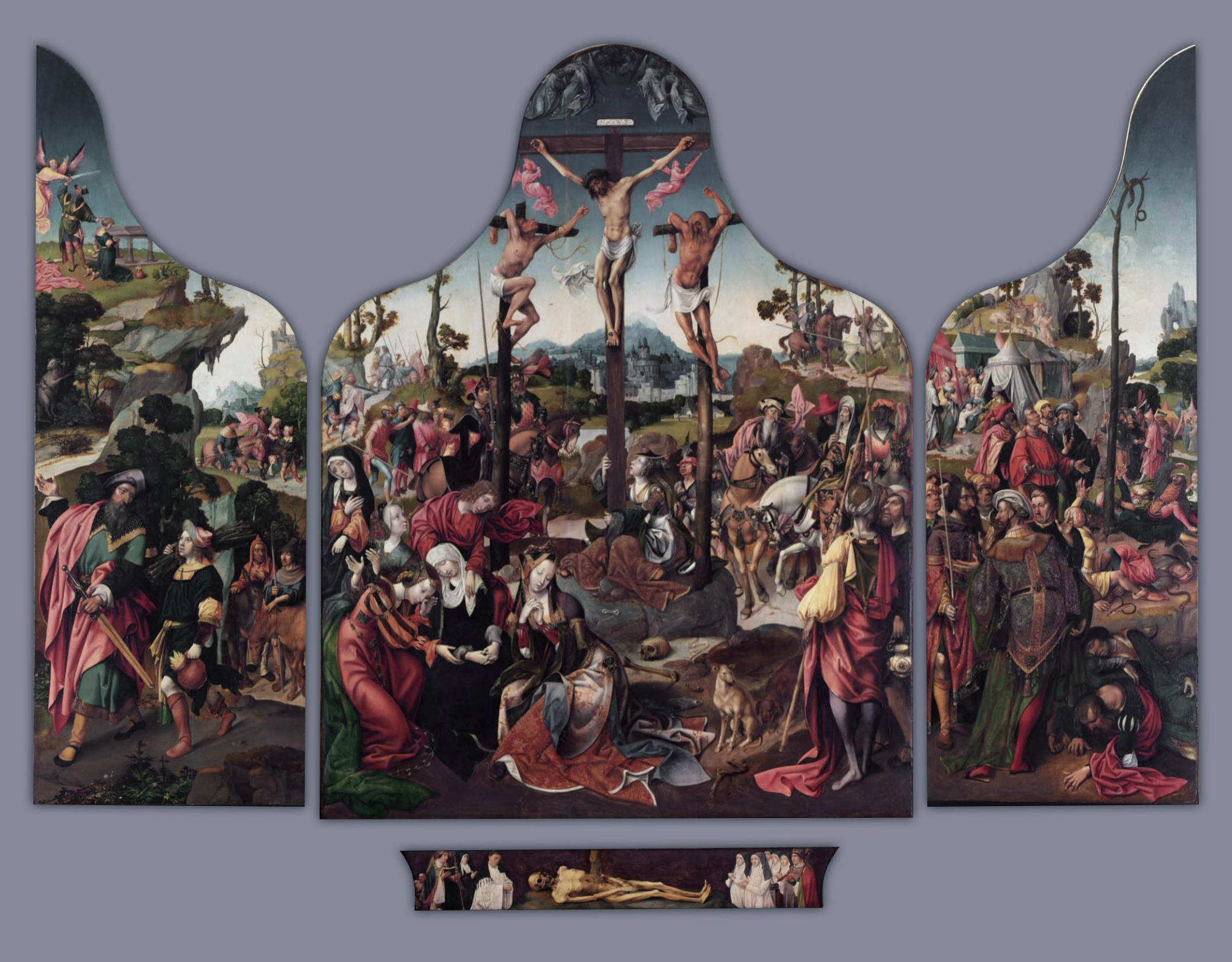
Корнеліс Енгельбрехтсен. Вівтар із «Розп'яттям Христа». Stedelijk Museum de Lakenhal, Лейден
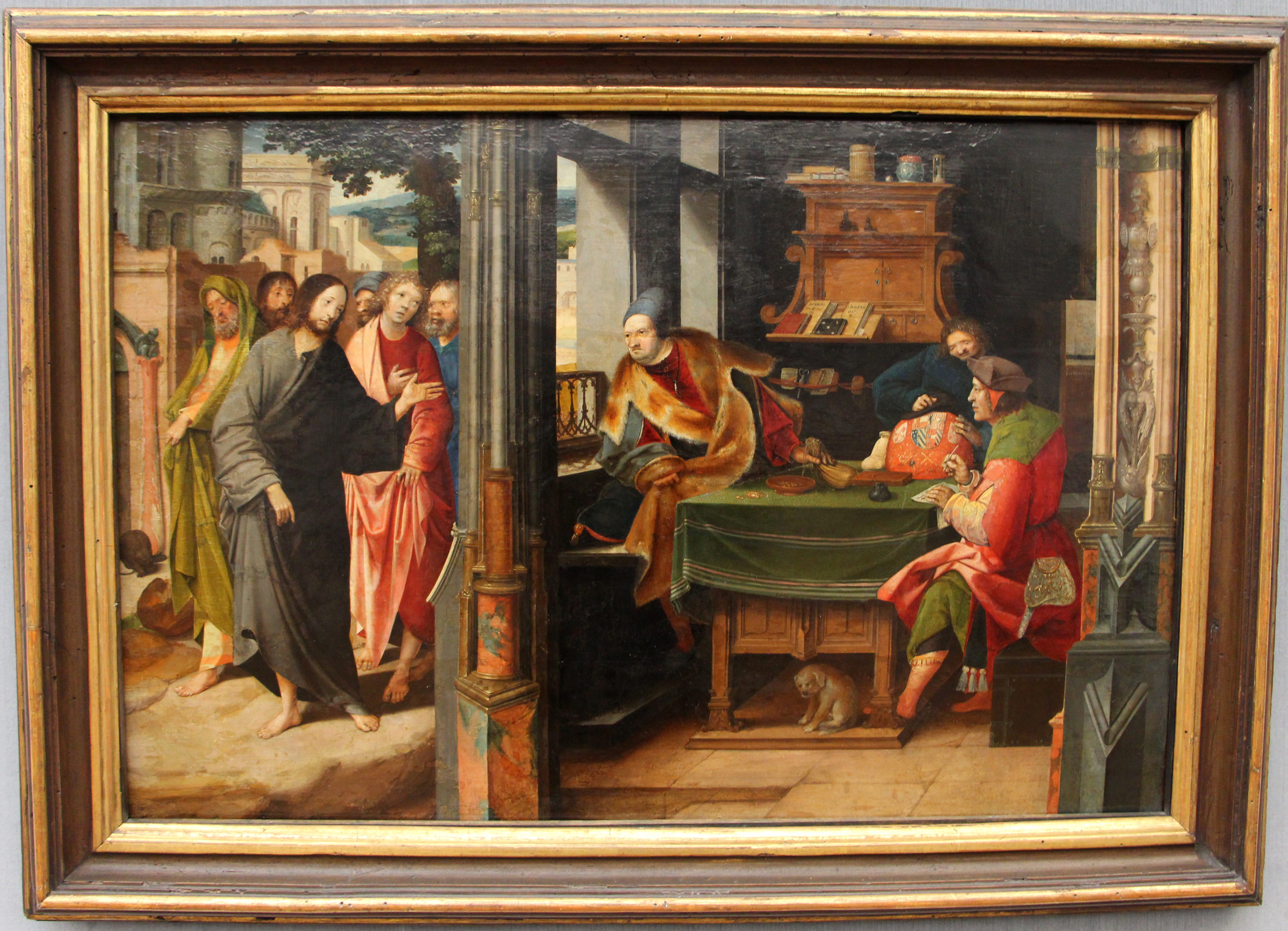
Покликання апостола Матвія. Приписується Корнелісу Енгельбрехтсену. Gemäldegalerie, Берлін
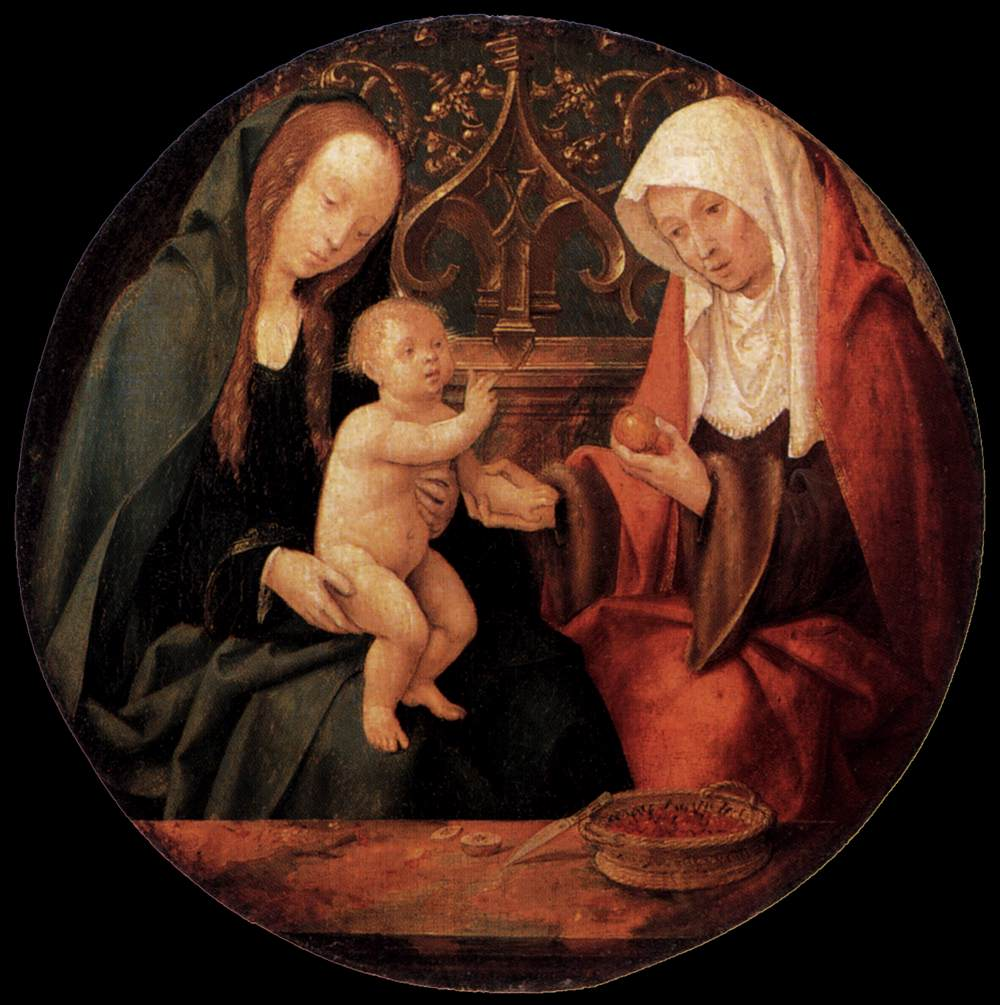
Мадонна з немовлям і Святою Анною. Приписується Корнелісу Енгельбрехтсену. Gemäldegalerie, Берлін